# Transmisie în direct
Transmisie în direct - emisiune, concert, eveniment sportiv, eveniment politic etc care e difuzat în momentul desfășurării lui pe un canal radio sau tv.
În varinata clasică pentru o transmisie în direct este necesar ca un car de televiziune și o echipă tehnică să se deplaseze la locul evenimentului. 
Prin tehnologia internet lucrurile s-au simplificat foarte mult. Există posturi online care transmit evenimente în direct exclusiv pe internet fără prea mari eforturi tehnice.